# Anastassija Nikolajewna Tschebotarewskaja
Anastassija Nikolajewna Tschebotarewskaja (russisch Анастасия Николаевна Чеботаревская; * 26. Dezember 1876jul. / 7. Januar 1877greg. in Kursk; † 23. September 1921 in Petrograd) war eine russische Schriftstellerin und Übersetzerin.

## Leben
Tschebotarewskaja war das sechste der sieben Kinder des Rechtsanwalts Nikolai Nikolajewitsch Tschebotarewski. Als sie drei Jahre alt war, beging die aus einer georgischen Fürstenfamilie stammende psychisch kranke Mutter Suicid. Kurz vorher war die Familie nach Moskau gezogen. Der Vater heiratete wieder und bekam weitere sechs Kinder. Die Kinder der ersten Ehe wuchsen in der Obhut der ältesten Schwester  Alexandra auf und wurden von deutschen Gouvernanten betreut. Mangels Anregungen las Tschebotarewskaja schon im Alter von 8 Jahren wahllos viele Bücher, so von Leopold von Sacher-Masoch und William Thackeray und auch Tschto delat? (Was tun?) von Nikolai Tschernyschewski. Sie besuchte das Moskauer Privatgymnasium S. D. Perepjolkinas und entdeckte früh ihre Begabung für Literatur und Geschichte. In der Oberstufe schrieb sie Gedichte und bemühte sich, Werke von Paul Verlaine und anderen zu übersetzen.
Nach dem Schulabschluss studierte Tschebotarewskaja in der Historisch-Philologischen Abteilung der Moskauer Höheren Pädagogischen Kurse für Frauen. Für ihren Lebensunterhalt unterrichtete sie zwei Jahre lang in den Abendklassen der Thiel-Fabrik und arbeitete für das Statistik-Komitee. Zusammen mit ihrer Schwester Alexandra studierte sie nach dem Tode ihres Vaters ab 1902 in Paris. Sie erwarb an der dortigen Russischen Hochschule für Gesellschaftswissenschaften ein Diplom und war persönliche Sekretärin Maxim Kowalewskis. In diesen Jahren begann sie Kurzgeschichten, literaturkritische Übersichtsartikel und Rezensionen in dem Schurnal dlja wsech und der Prawda (mit dem Pseudonym Brodjaga) sowie in den Zeitungen Golos Juga (Stimme des Südens) und Bakinskije iswestija (Baku-Nachrichten) zu veröffentlichen.
Nach der Rückkehr im Herbst 1905 ließ sich Tschebotarewskaja in St. Petersburg nieder. Sie wurde Mitarbeiterin des  Schurnal dlja wsech und der Zeitung Towarischtsch (Genosse), bei der sich ein Literaturkreis mit Michail Arzybaschew, Wassili Baschkin und Leonid Andrussow bildete.

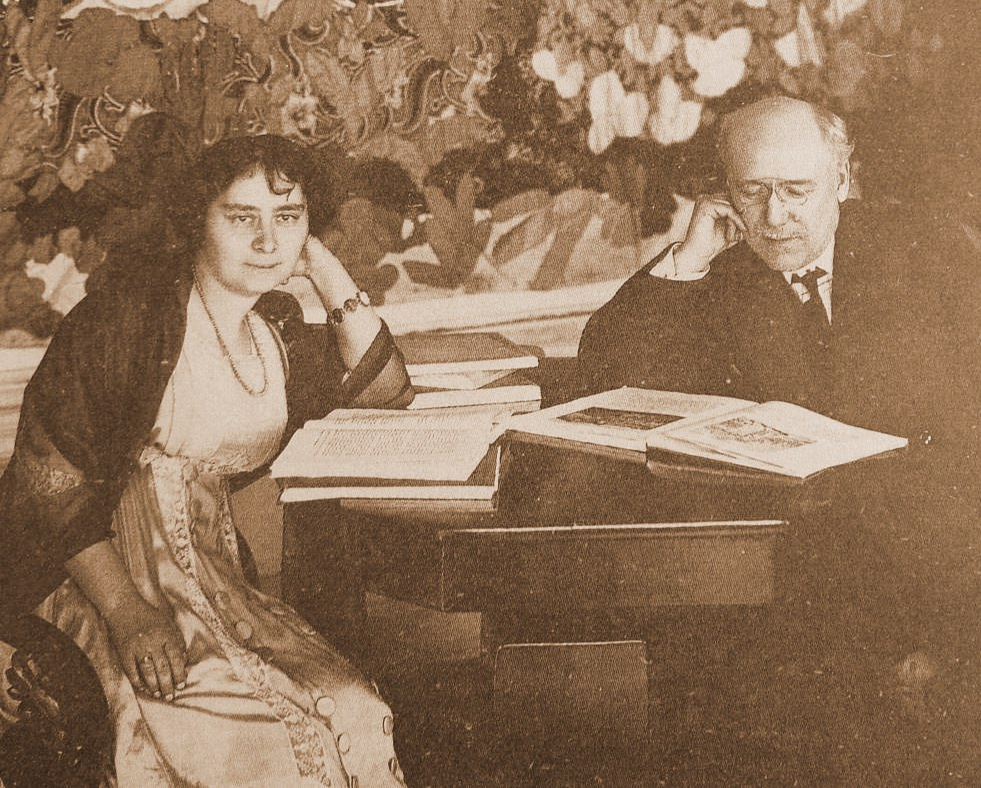
Sologub und Tschebotarewskaja zu Hause

Für ein geplantes Nachschlagewerk begann Tschebotarewskaja 1907 mit der Bitte um eine kurze Autobiografie  einen Briefwechsel mit Fjodor Sologub, worauf sie 1908 ein Paar wurden (die offizielle Heirat fand im September 1915 statt). Sie untersuchte nun seine Werke, verfasste Artikel über ihn und wurde seine Literaturagentin. Dank ihrer Bemühungen wurde 1910 ihr Literarischer Salon ein Zentrum der St. Petersburger Kunst- und Kulturwelt. Insbesondere führte sie spezielle Abende für junge interessante Dichter durch, so auch für Anna Achmatowa, Sergei Jessenin und Igor Sewerjanin. Statt des geplanten Nachschlagewerks schrieb sie 1914 eine ausführliche Biografie Sologubs für Semjon Wengerows Nachschlagewerk.
Tschebotarewskaja verfasste Theaterstücke und Kurzgeschichten. Es erschienen ihre Anthologien Gedanken und Lieder (1911), Liebe in Briefen bedeutender Personen des 18. und 19. Jahrhunderts (1913), Krieg in der russischen Poesie (1915) und Russland in heimatlichen Liedern (1915).
Mit Sologub übersetzte Tschebotarewskaja Eduard Stuckens Drama Gawân: Ein Mysterium,  Kleists Penthesilea und Der zerbrochne Krug, Jean Lorrains dekadenten Roman Monsieur de Phocas sowie Werke von Paul Claudel, François-René de Chateaubriand, Stendhal, Mirabeau, Romain Rolland, Maurice Maeterlinck u. a.
Die Februarrevolution 1917 begrüßte Tschebotarewskaja mit Begeisterung. Mit Sologub verfasste sie eine große Proklamation für Freiheit und Menschenrechte und eine weitere für eine Verfassungsgebende Versammlung. Sie organisierte literarische Abende und Vorträge zu Revolution, Krieg und Kunst. Mit einer Proklamation forderte sie im Mai 1917 die Künstler zur Unterstützung des Kriegs der Provisorischen Regierung bis zum siegreichen Ende auf. Mit ihrem Mann arbeitete sie in verschiedenen Kunst- und Literaturverbänden mit.
Nach der Oktoberrevolution bezeichnete Tschebotarewskaja in veröffentlichten Texten Lenin und Trotzki als politische Scharlatane und Verbrecher und beklagte die Spaltung der russischen Intelligenz. Nach der Liquidierung der unabhängigen Presse drückte sie ihren Protest durch Artikel über Kunst in der Französischen Revolution und über Anatole France’ Roman Les dieux ont soif (Die Götter dürsten) aus.
Zur Pflege der Gesundheit und Regelung ihrer literarischen Angelegenheiten stellten Tschebotarewskaja und Sologub wiederholt Ausreiseanträge, die abgelehnt wurden. Um Geld zu verdienen, übersetzte sie Maupassants Bel-Ami und Boule de suif und Alphonse Daudets Lettres de mon Moulin Ihr letztes Werk war das Buch Die Frau am Vorabend der Revolution 1789 (1922).
Die Sommermonate verbrachte Tschebotarewskaja mit ihrem Mann auf dem Gut Knjaschino bei Kostroma. Im August 1921 erreichten sie die Nachrichten vom Tode Alexander Bloks und der Erschießung Nikolai Gumiljows, die ihr Gefühl der fatalen Ausweglosigkeit des bolschewistischen Terrors verstärkten und ihre schwache psychische Gesundheit belasteten. Als sie nach Petrograd zurückkehrten und sich auf die endlich genehmigte Ausreise nach Estland vorbereiteten, beging sie Suicid, indem sie sich am 23. September 1921 vom Damm der Petrograder Tutschkow-Brücke über die Kleine Newa in die Schdanowka stürzte.